# Моцарой (башенный комплекс)
Моцарой — башенный комплекс при ауле (селе) Моцкарой (Моцарой), один из сохранившихся башенных замковых комплексов в Терлойском ущелье, расположенный в междуречье горных речек Бара-эхк и Никар-эхк в Итум-Калинском районе Чеченской Республики.

## Описание
В состав входят 5 башен (1 боевая, 4 жилых) старинная чеченская мечеть. Состоит из хорошо сохранившейся пятиэтажной боевой башни и пристроенных к ней жилых сооружений. Недалеко от Моцароя находится бывшее поселение Ошни. Располагается на высоте 1500 метров над уровнем моря. Аул Моцарой ликвидирован в 1944 году в период высылки чеченцев. После реабилитации, произошедшей в 1956 году, чеченскому населению было запрещено селиться в данном районе.